# Усть-Баргузин
Усть-Баргузин (рос. Усть-Баргузин) — селище міського типу Баргузинського району, Бурятії Росії. Входить до складу міського поселення «Селище Усть-Баргузин».
Населення — 7053 особи (2015 рік).

## Географія
Розташований на лівому березі річки Баргузин, при її впадінні в Баргузинську затоку озера Байкал, за 50 кілометрах на північний захід від районного центру — села Баргузин.